# Peter Kempe
Peter Nilsson Kempe (Kiempe, Kämpe) var en svensk guldsmed under slutet av 1500-talet och början av 1600-talet.
Peter Kempe omtalas första gången 1589 då han kvitterade en räkning. År 1592 arbetade han tillsammans med Nicolaus Reimers, Antonius de Crock och Erik Olsson på Johan III:s begravningsregalier i Uppsala domkyrka. År 1598 tillhörde han Stockholms guldsmedsämbete. Ännu 1621 omtalas han som husägare i Stockholm. Bland hans arbeten märks Karl IX:s smörjhorn från 1606, gravyr och förgyllning på vänstra axeln på harnesket till Karl IX:s begravningsrustning samt spiran och äpplet bland hans begravningsregalier 1611.